# サン・アマーロ

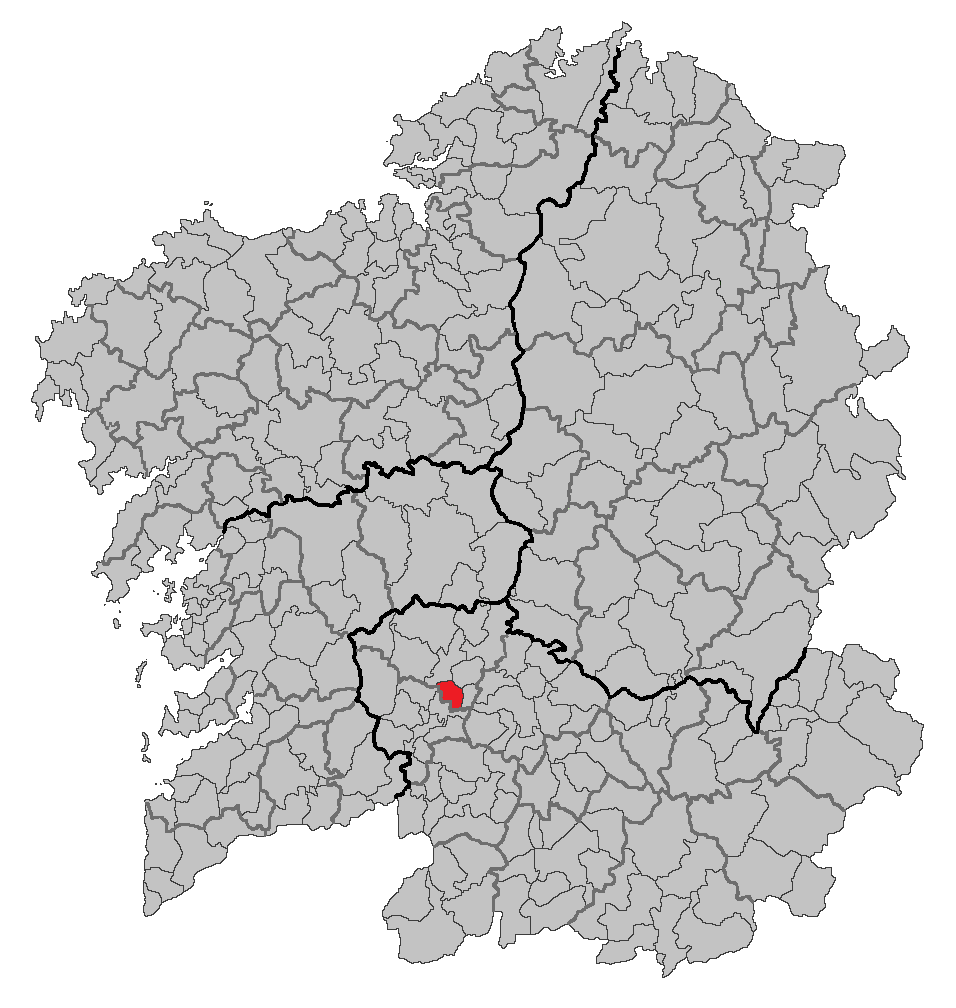

サン・アマーロ（San Amaro）は、スペイン、ガリシア州、オウレンセ県の自治体、コマルカ・ド・カルバジーニョに属する。ガリシア統計局によれば2010年の人口は1,287人（2003年：1,385人）。住民呼称は、男女同形のamarense。
ガリシア語話者の自治体人口に占める割合は98.72％（2001年）。

## 地理
サン・アマーロはオウレンセ県の北西部に位置し、コマルカ・ド・カルバジーニョに属する。隣接する自治体は、北がオ・カルバジーニョ、マシーデ、東がプンシン、南から西がセンジェ、西がレイロである。自治体中心地区はベアリス教区のサン・アマーロ地区。

### 人口
| サン・アマーロの人口推移 1900－2010                     |
|                                                         |
| 出典:INE（スペイン国立統計局）1900年 - 1991年、1996年 - |

## 政治
自治体首長はガリシア国民党（PPdeG）のエルネスト・ペレス・ゴンサーレス（Ernesto Pérez González）、自治体評議員は、ガリシア国民党：5、ガリシア社会党（PSdeG-PSOE）：4となっている（2007年の自治体選挙の結果、得票順）。

## 史跡・名所
- カストロ・デ・サン・シブラーオ・デ・ラス（Castro de San Cibrao de Las）

## 教区
サン・アマーロは8の教区に分けられている。太字は自治体中心地区のある教区。
- アンジョ（サンティアーゴ）
- オ・バロン（サン・フィス）
- ベアリス（サン・マルティーニョ）
- エイラス（サンタ・オウシェーア）
- グリショーア（サンタ・マリーア・ダス・ネーベス）
- ラス（サン・シブラーオ）
- ナビーオ（サン・フィス）
- サラモンデ（サンタ・マリーア）